# ويليام هود (أستاذ جامعي)
ويليام هود (بالإنجليزية: William Hood)‏ هو مؤرخ الفن أمريكي، ولد في 20 أبريل 1940 في الولايات المتحدة.